# Æthelwald (roi d'Est-Anglie)
Pour les articles homonymes, voir Æthelwald.
Æthelwald ou Æthelwold est roi d'Est-Anglie de 655 à sa mort, en 663 ou 664.

## Biographie
Æthelwald est le troisième des fils d'Eni à se succéder sur le trône d'Est-Anglie, après Anna et Æthelhere. Il devient roi à la mort d'Æthelhere, tué en combattant au service de Penda de Mercie à la bataille de la Winwæd en 655. Il est possible qu'Oswiu de Northumbrie, le vainqueur de la Winwæd, lui ait apporté son soutien.
Dans son Histoire ecclésiastique du peuple anglais, le moine northumbrien Bède le Vénérable rapporte que le roi d'Essex Swithhelm reçoit le baptême des mains de l'évêque Cedd dans la villa royale est-anglienne de Rendlesham, avec Æthelwald comme parrain. Cela implique peut-être que les Angles de l'Est exercent une forme de suzeraineté sur les Saxons de l'Est à cette date, peut-être en profitant du reflux de la puissance northumbrienne après l'avènement de Wulfhere en Mercie en 658.
Æthelwald meurt en 663 ou en 664. On ne lui connaît pas d'enfants. C'est son neveu Ealdwulf, le fils de son frère Hereric et de la princesse northumbrienne Hereswith, qui lui succède.